# Tunabesi
Tunabesi is een bestuurslaag in het regentschap Malaka van de provincie Oost-Nusa Tenggara, Indonesië. Tunabesi telt 2189 inwoners (volkstelling 2010).